# Allactaga firouzi
Allactaga firouzi là một loài động vật có vú trong họ Dipodidae, bộ Gặm nhấm. Loài này được Womochel mô tả năm 1978.

## Hình ảnh

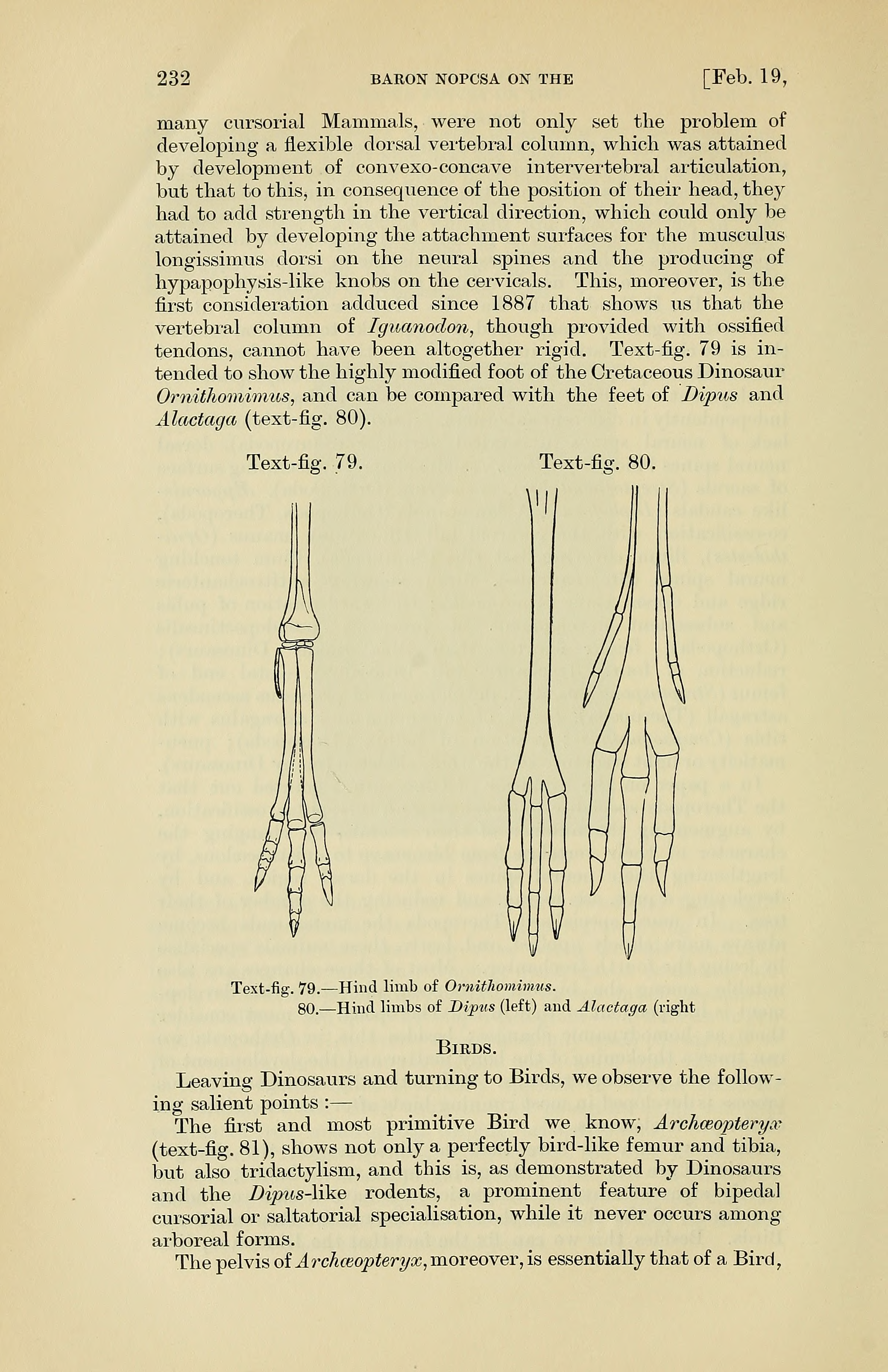